# 邦雅
邦雅（法語：Bongheat，法語發音：[bɔ̃ʒa]）是法国多姆山省的一个市镇，位于该省东部，属于克莱蒙费朗区。

## 地理
邦雅（45°43'37"N, 3°25'36"E）面积11.2 平方千米，位于法国奥弗涅-罗讷-阿尔卑斯大区多姆山省，该省份为法国中南部省份，北起阿列省接壤，东临卢瓦尔省，南至上盧瓦爾省和康塔爾省，西接科雷兹省和克勒兹省。
与邦雅接壤的市镇（或旧市镇、城区）包括：比永附近埃格利斯讷沃、埃斯唐德伊、格莱讷-蒙泰居、莫赞、讷维尔、特雷济乌。

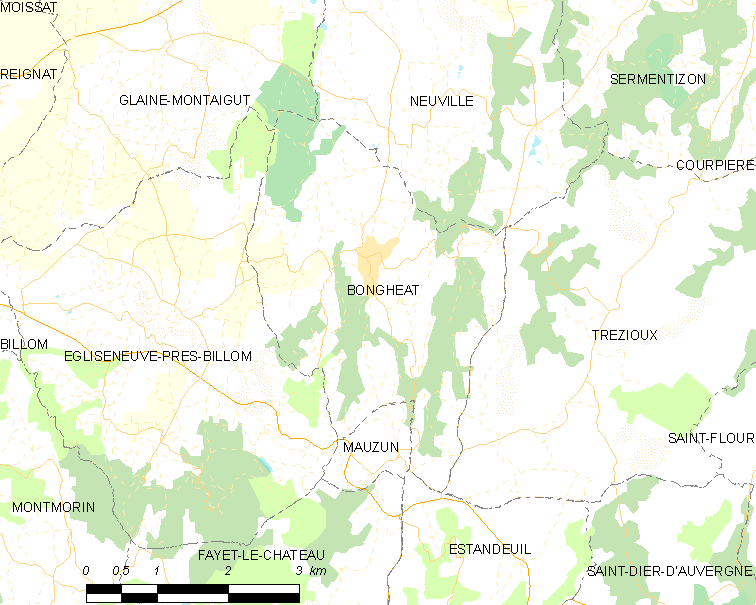
邦雅的OSM定位图

邦雅的时区为UTC+01:00、UTC+02:00（夏令时）。

## 行政
邦雅的邮政编码为63160，INSEE市镇编码为63044。

## 政治
邦雅所属的省级选区为比永县。

## 人口

1962-2008年间邦雅人口变化图示

邦雅于2022年1月1日时的人口数量为452人。